# Équipe de Macao de rink hockey
L'équipe de Macao de rink hockey est la sélection nationale qui représente Macao en rink hockey. Elle a remporté à 11 reprises le Championnat d'Asie de rink hockey.

## Sélection actuelle
| # | Joueur | Poste |
|   |        |       |
|   |        |       |
|   |        |       |
|   |        |       |
|   |        |       |
|   |        |       |
|   |        |       |
|   |        |       |
|   |        |       |
|   |        |       |
|   |        |       |